# مسابقات ورزش‌های آبی اروپا ۱۹۸۳
مسابقات ورزش‌های آبی اروپا ۱۹۸۳ از ‍۲۲ تا ۲۷ آگوست ۱۹۸۳ در شهر رم، ایتالیا برگزار شده است.

## جدول مدال‌ها
میزبان 
| رتبه  | کشور               | طلا | نقره | برنز | مجموع |
| ۱     | آلمان شرقی         | ۱۷  | ۱۷   | ۵    | ۳۹    |
| ۲     | اتحاد جماهیر شوروی | ۹   | ۶    | ۸    | ۲۳    |
| ۳     | آلمان غربی         | ۴   | ۳    | ۸    | ۱۵    |
| ۴     | بریتانیای کبیر     | ۴   | ۱    | ۲    | ۷     |
| ۵     | ایتالیا            | ۲   | ۰    | ۳    | ۵     |
| ۶     | سوئد               | ۱   | ۱    | ۰    | ۲     |
| ۷     | بلغارستان          | ۱   | ۰    | ۱    | ۲     |
| ۸     | هلند               | ۰   | ۳    | ۶    | ۹     |
| ۹     | مجارستان           | ۰   | ۳    | ۰    | ۳     |
| ۱۰    | یوگسلاوی           | ۰   | ۲    | ۱    | ۳     |
| ۱۱    | اسپانیا            | ۰   | ۱    | ۱    | ۲     |
| ۱۲    | فرانسه             | ۰   | ۱    | ۰    | ۱     |
| ۱۳    | چکسلواکی           | ۰   | ۰    | ۲    | ۲     |
| ۱۴    | رومانی             | ۰   | ۰    | ۱    | ۱     |
| مجموع | مجموع              | ۳۸  | ۳۸   | ۳۸   | ۱۱۴   |